# Piazza Roma (Ancona)
Piazza Roma è una delle quattro piazze centrali della città di Ancona, capoluogo delle Marche.
È compresa tra corso Mazzini e corso Stamira ed è attraversata da Corso Garibaldi. Prima dell'apertura della piazza, l'area in cui essa si estende era attraversata dalle mura cittadine cinquecentesche.
A Piazza Roma si riuniscono i confini di tutti e quattro i rioni storici della città: San Pietro a nord-ovest, Capodimonte a sud-ovest, il rione Cardeto a nord-est e il rione di Santo Stefano a sud-est.

## Storia e descrizione

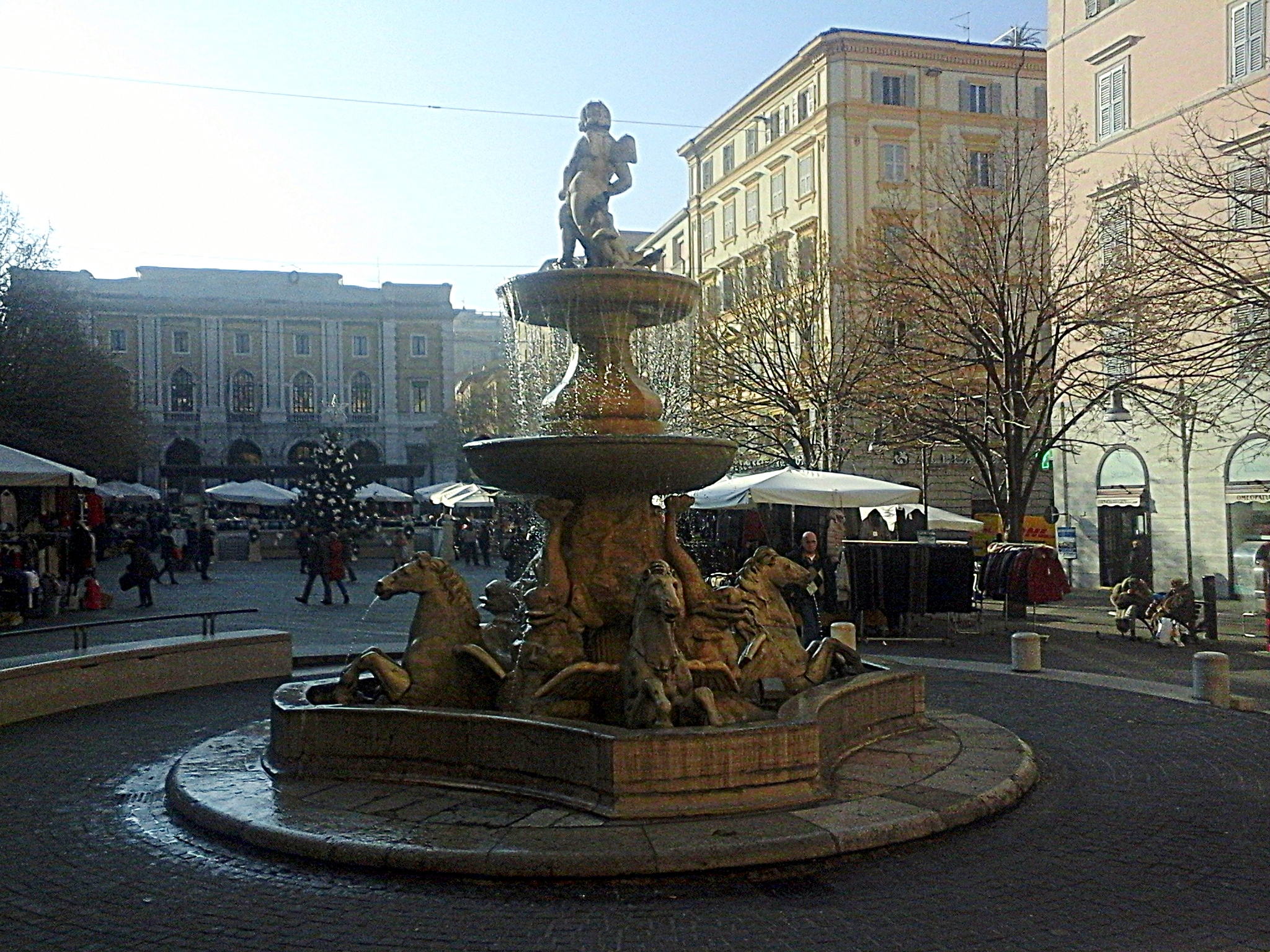
Veduta verso il palazzo del rettorato.

Venne aperta, insieme a corso Garibaldi, dopo l'annessione della città al Regno d'Italia e la demolizione delle mura cinquecentesche, che ancora racchiudevano l'abitato. In quel frangente, infatti, Ancona fu dichiarata piazzaforte di prima classe del Regno d'Italia e per adempire al nuovo ruolo, la superficie urbanizzata fu raddoppiata e il suo volto venne completamente rinnovato, cominciando ad assumere un aspetto moderno, su modello torinese.
Il lato nord-est è chiuso dal palazzo dell'Orologio, e quello sud-ovest dal palazzo del Rettorato dell'Università (ex palazzo della Provincia e prima ancora palazzo delle Regie Poste e Telegrafi). Nella parte nord della piazza è stata collocata nel 1908 la Fontana dei Cavalli, proveniente da piazza Kennedy.